# Kliros

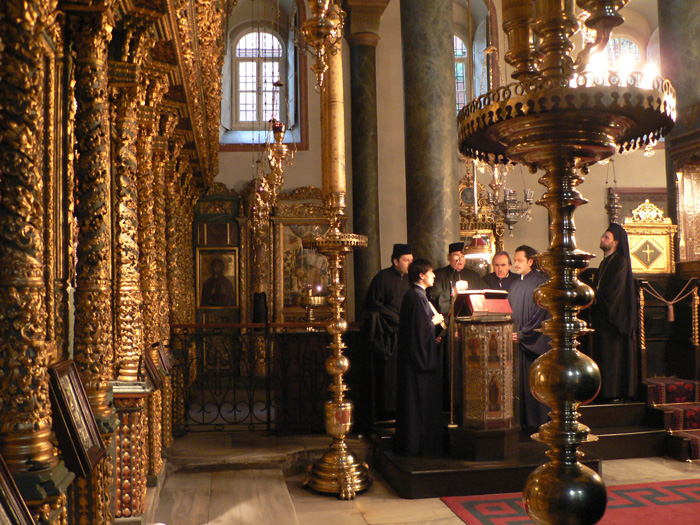
Cantores cantando nos kliros na Igreja de São Jorge, Patriarcado de Constantinopla.

O kliros (grego: κλῆρος klēros, plural κλῆροι klēroi; eslavo: клиросъ, "kliros" ou às vezes крилосъ, "krilos") é a seção de uma igreja ortodoxa oriental ou católica oriental dedicada ao coro. Refere-se tanto ao espaço geral no qual os cantores ou cantores se reúnem para os serviços, quanto à própria estante ou estante onde a música é armazenada e lida.

## Visão geral
O nome deriva da palavra grega para "lote", já que originalmente aqueles que liam e cantavam eram escolhidos por sorteio.
Historicamente, em catedrais, mosteiros e estabelecimentos maiores, como capelas pertencentes a seminários e paróquias importantes, teria havido kliroi nos lados direito e esquerdo da igreja. O resultado são dois coros que cantam antifonicamente, como os coros monásticos e catedrais das Igrejas Ocidentais ainda fazem hoje. Essa era a prática na Catedral Imperial Bizantina de Hagia Sophia, em Constantinopla, cuja prática litúrgica histórica se tornou o padrão para todas as igrejas que seguem a tradição litúrgica bizantina.

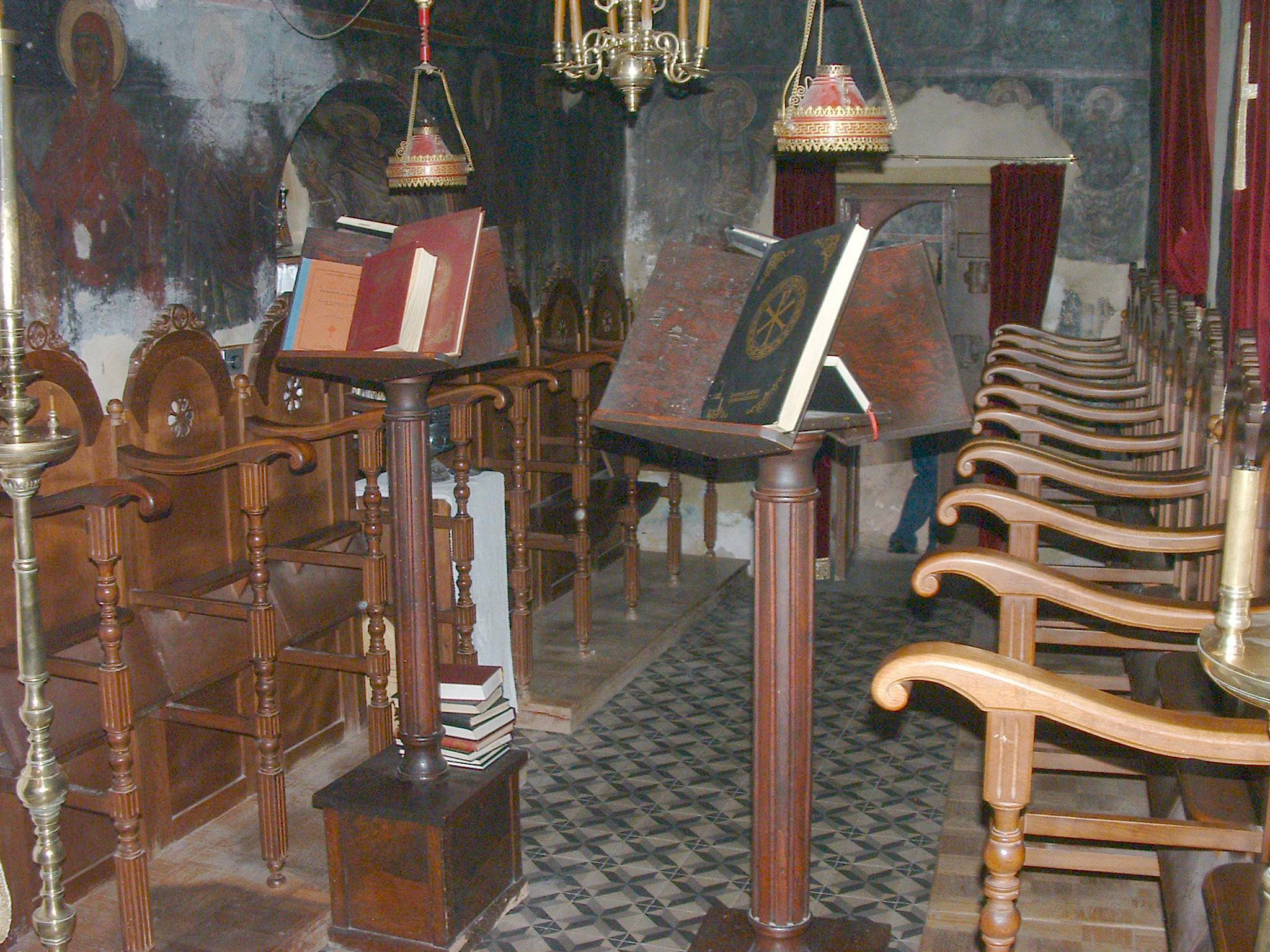
Kliros com analogia para livros litúrgicos.

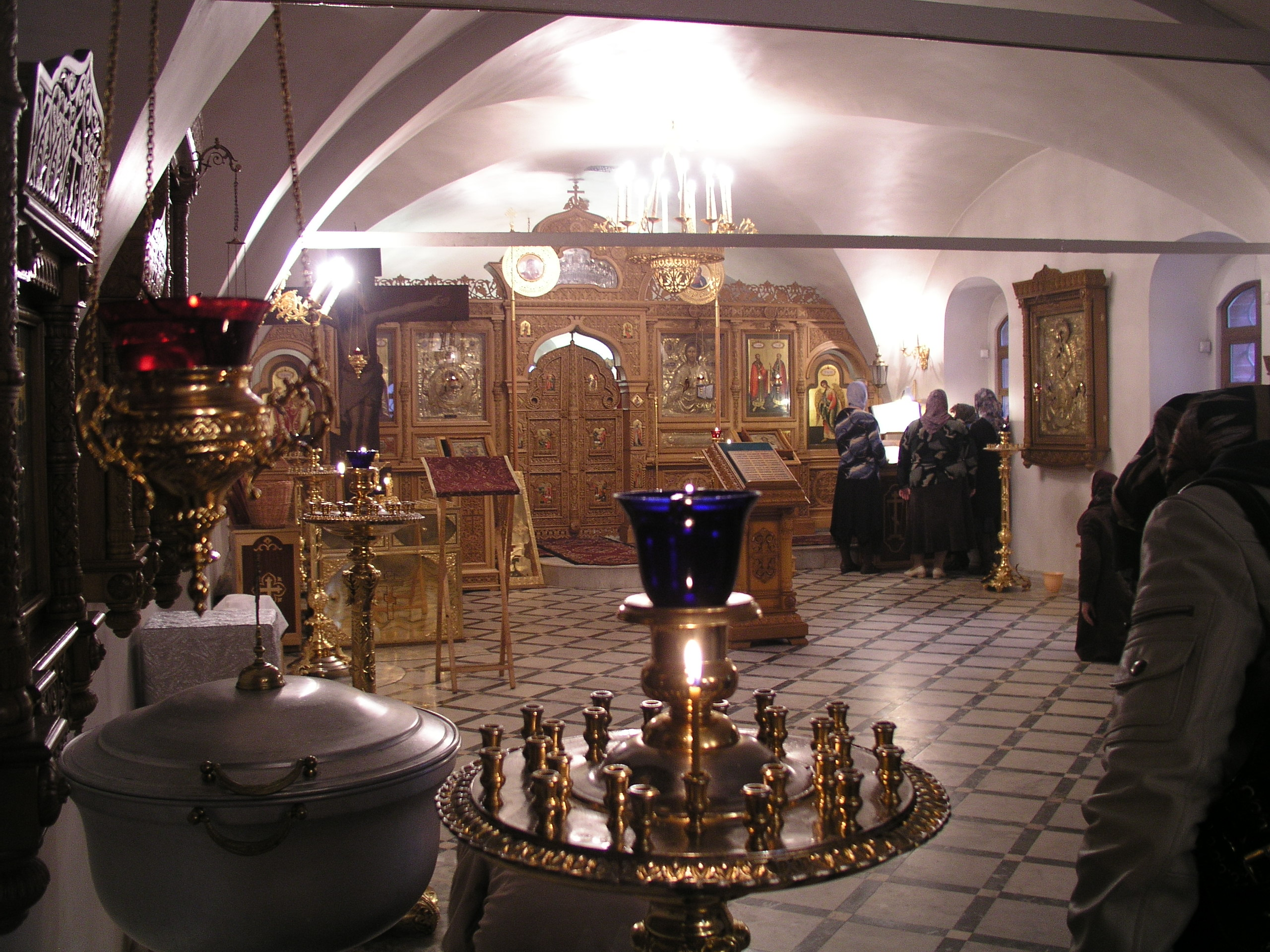
Kliros na Igreja de São João Batista, Yaroslavl, Rússia.

Esse arranjo pressupõe um número de cantores de cada lado, somando um total razoavelmente grande, e dois cantores altamente treinados e qualificados para liderar os serviços. Infelizmente, cantores altamente treinados são extremamente raros hoje, e a maioria das igrejas tem apenas um kliros, geralmente à direita da iconótase. No entanto, algumas catedrais patriarcais, comunidades monásticas maiores, seminários e locais com recursos e cantores suficientes podem continuar a ter dois kliroi.
A Igreja Ortodoxa Russa frequentemente terá, além de um kliros pela iconóstase, um loft de coro acima das grandes portas da entrada oeste da igreja.
Nas igrejas gregas e em algumas partes da tradição russa, os cantores e os homens que cantam nos kliros costumam usar uma riassa preta (batina). Na tradição armênia, tanto os homens quanto as mulheres do coro dos kliros usarão um stikharion (manto feito de material fino).